# Tricentra protruberans
Tricentra protruberans är en fjärilsart som beskrevs av Paul Dognin 1910. Tricentra protruberans ingår i släktet Tricentra och familjen mätare. Inga underarter finns listade i Catalogue of Life.